# Соколова, Людмила Васильевна
Людми́ла Васи́льевна Соколо́ва (3 июня 1929, Москва — 9 ноября 2015, там же) — советская актриса и телеведущая, заслуженная артистка РСФСР (1982).

## Биография
Родилась 3 июня 1929 года в Москве. Окончила актёрский факультет ГИТИСа имени А. В. Луначарского.
Училась у профессора актёра МХАТ Григория Конского. Увлекалась литературой, любила русскую поэзию.
Играла в Ногинском драматическом театре, затем в Русском драматическом театре в Минске.
В 1954 году снялась в фильме Владимира Брауна «Командир корабля» в роли Татьяны Световой.
Диктором телевидения работала с 1957 года, стала одним из самых первых дикторов советского ТВ. Затем была в числе тех, кто искал новые кадры.
«Мы решили, что мы не будем ставить никаких условий — приходите, посмотрим, понравится — возьмем. И пошли люди, в том числе совершенно неподготовленные, малообразованные, но все хотят работать дикторами. И их было много, шли толпы… В итоге мы их старались как-то… абсорбировать», — рассказывала Людмила Соколова много лет спустя в эфире программы «Пусть говорят».
Скончалась на 87-м году жизни 9 ноября 2015 года. Похоронена на Химкинском кладбище .

## Фильмография
- 1948 — Молодая гвардия — в эпизоде
- 1952 — Композитор Глинка — Натали Гончарова
- 1954 — Андриеш — Ляна
- 1954 — Командир корабля — Татьяна, жена Светова

## Награды
- Заслуженная артистка РСФСР (19.11.1982).